# Fritz Laske

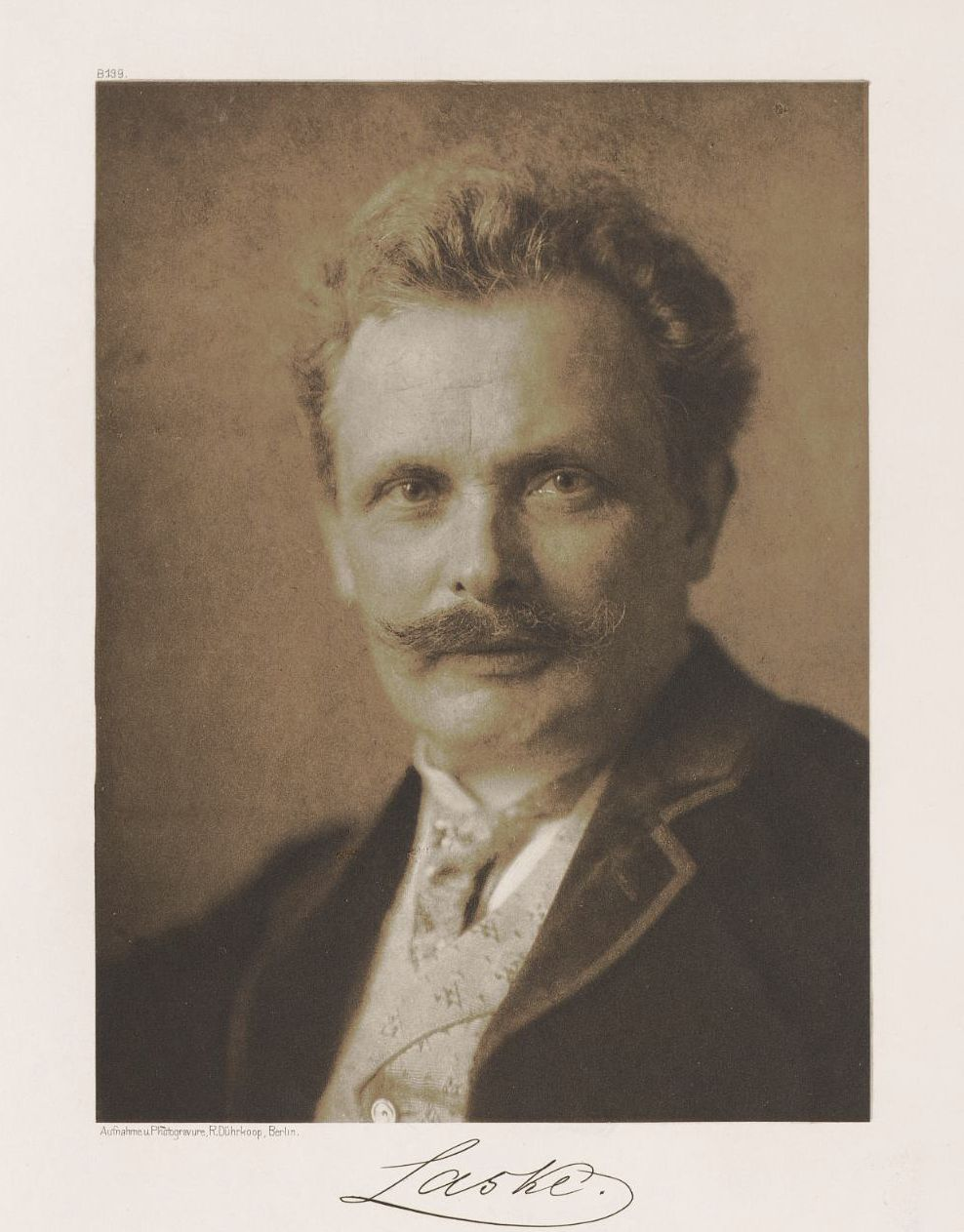
Fritz Laske (Porträtfoto von Rudolf Dührkoop, 1907)

Fritz Laske (* 25. März 1854 in Königsberg, Ostpreußen; † 19. Februar 1918 in Berlin-Wilmersdorf; vollständiger Name: Johann August Friedrich Laske) war ein deutscher Architekt, preußischer Baubeamter und Hochschullehrer in Berlin.

## Leben
Fritz Laske war der Sohn eines Königsberger Wagenfabrikanten. Ab 1875 studierte er an der Berliner Bauakademie, unter anderem bei Eduard Jacobsthal. 1876/1877 konnte er im Rahmen des Friedrich-Eggers-Stipendiums vom Schloss Wilhelmsburg in Schmalkalden eine Bauaufnahme machen. Noch während des Studiums war er als Mitarbeiter Jacobsthals an der Planung des Straßburger Hauptbahnhofs beteiligt. 1879 bestand Laske die Bauführer-Prüfung (1. Staatsexamen) und nach dem anschließenden Referendariat 1885 die Baumeister-Prüfung (2. Staatsexamen). Studienreisen führten ihn nach Italien, Frankreich, Großbritannien und Belgien.
Laske war danach als Dozent an der Königlichen Kunstschule zu Berlin und an der Technischen Hochschule Charlottenburg beschäftigt, daneben war er an den Planungen für verschiedene Berliner Stadtbahnhöfe und für den Erweiterungsbau der Bergakademie Berlin beteiligt. Er trug den Titel Landbauinspektor. Von 1893 bis 1897 war Laske Mitarbeiter im Technischen Büro des preußischen Ministeriums der öffentlichen Arbeiten in Berlin und hatte sich 1893/94 im Fach Ornamentik habilitiert. Ostern 1899 trat er eine Dozentur an der Technischen Hochschule zu dem neu begründeten Lehrfach Ornamentzeichnen an, 1905 wurde er zum Professor ernannt.
Bald wurde Fritz Laske Mitarbeiter in der Ortsbaubeamtenstelle in Potsdam, wo er den Umbau der Garnisonkirche leitete.
Er erhielt die Auszeichnung mit dem Ehrentitel Geheimer Baurat.
Schon zu Lebzeiten richtete Laske 1916 die Fritz-Laske-Stiftung zur Förderung der hohen Baukunst ein und stattete sie mit 30.000 Mark aus.
Laske starb 1918 in seiner Wilmersdorfer Wohnung in der Regensburger Straße 15.
Der Verein für Hennebergische Geschichte und Landeskunde richtete in Schloss Wilhelmsburg in Schmalkalden ein „Fritz-Laske-Zimmer“ ein, in dem Teile seiner Wohnungseinrichtung und sein baukünstlerischer und schriftstellerischer Nachlass aufbewahrt wurden.

## Bauten (Auswahl)
- 1890–1892: Erweiterungsbau der Bergakademie Berlin, Invalidenstraße 42–44[4]
- 1896–1899: Großer Refraktor für das Astrophysikalische Observatorium auf dem Telegraphenberg in Potsdam
- 1905: Erdbebenbeobachtungsstelle des Geodätischen Instituts auf dem Telegraphenberg in Potsdam
- 1905: Kapelle in Philippsthal[5]
- 1899: Festschmuck am Gebäude der Technischen Hochschule bei der Feier ihres 100-jährigen Bestehens
- 1906: Einbau einer Heizanlage in der St.-Nikolai-Kirche in Potsdam

## Schriften (Auswahl)
- Schloß Wilhelmsburg bei Schmalkalden, aufgenommen, dargestellt und kunstgeschichtlich geschildert. Schuster & Bufleb, Berlin 1895.
- Bericht über die Pariser Welt-Ausstellung 1900, im Verfolg des Erlasses des Herrn Ministers der geistlichen pp. Angelegenheiten vom 30. Juli 1900; U.I, No. 22445 1 v. 2. Potsdam 1900.
- Die vier Rundkirchen auf Bornholm. In: Zeitschrift für Bauwesen. Nr. 10, 1901, Sp. 481–526 (zlb.de).
- Der Festschmuck der Königlichen Technischen Hochschule in Berlin bei der Feier ihres hundertjährigen Bestehens am 18. bis 21. October 1899. In: Zeitschrift für Bauwesen. Nr. 4, 1902, Sp. 209–222 (zlb.de).
- Die Erdbebenbeobachtungsstelle des Geodätischen Instituts auf dem Telegraphenberge bei Potsdam. In: Zeitschrift für Bauwesen. Nr. 1, 1905, Sp. 87–90 (zlb.de).
- Die neue Heizanlage in der St. Nikolaikirche in Potsdam. In: Zeitschrift für Bauwesen. Nr. 1, 1906, Sp. 87–96 (zlb.de).
- Die Architektur der Kultbauten Japans. In: Zentralblatt der Bauverwaltung. Nr. 24, 1908, S. 173–176 (zlb.de).
- Der ostasiatische Einfluß auf die Baukunst des Abendlandes vornehmlich Deutschlands im 18. Jahrhunderts. In: Zeitschrift für Bauwesen. Nr. 10, 1908, Sp. 603–638 (zlb.de).
- Die Trauerfeierlichkeiten für Friedrich den Großen, mit Rekonstruktionen des Castrum doloris im Stadtschloß und der Auszierung der Hof- und Garnisonkirche zu Potsdam am 9. Sept. 1786. Bard, Berlin 1912.
- Schloß Wilhelmsburg bei Schmalkalden gefährdet! In: Deutsche Bauzeitung, 1915, 49. Jahrgang, Nr. 68, S. 392 / Nr. 69, S. 394–396 / Nr. 70, S. 397–400 (in drei Folgen).